# 斗崙
斗崙，是台灣新竹縣竹北市的一個傳統地域名稱，位於該市南部。相較於今日行政區，其範圍包括斗崙里、中崙里、新崙里、北崙里。

## 歷史
台灣清治末期至日治前期，斗崙地區為一街庄，稱為「斗崙庄」，隸屬於竹北一堡。該庄昔日西北與溪州庄、新社庄為鄰，北與豆仔埔庄為鄰，東北與安溪藔庄為鄰，東南邊為鹿場庄，南邊及西南邊隔頭前溪與二十張犁庄、溪埔仔庄、湳雅庄為界。
1901年（日治明治三十四年）11月，全台廢縣廳改設二十廳，該庄隸屬於新竹廳。1909年（明治四十二年）10月，合併二十廳為十二廳，該庄隸屬不變。1920年（大正九年），廢十二廳改設五州二廳，該庄改制為「斗崙」大字，隸屬於新竹州新竹郡六家庄，大字下有「頂斗崙」、「中斗崙」、「下斗崙」、「泉州厝」小字名。1941年（昭和十六年），六家庄與舊港庄合併成立竹北庄，本地區改隸之。
戰後竹北庄改制為竹北鄉，隸屬於新竹縣，大字亦改制為村。1950年桃、竹、苗分治，本地區隸屬不變。1988年，竹北鄉升格為竹北市，村亦改制為里。

## 交通
台鐵縱貫線是台灣西部縱向鐵路幹線，大致以東北—西南走向經過斗崙地區中部偏西地帶，境內於日治時期曾設斗崙乘降場，戰後未設站。北側最近的是竹北車站，屬三等站，停靠部分自強號、莒光號列車及全部區間車；南側最近的是北新竹車站，屬簡易站，僅停靠區間車，乘客藉此等可前往台鐵沿線各地。
中山高速公路（國道1號）又稱「中山高速公路」，是台灣西部最早興建的縱向高速公路，大致以北北東—南南西走向經過本地區東南部邊界地帶，於東部邊界處光明六路交會口設有竹北交流道，由此進入可快速前往南北各地。
省道台1線（中華路）又稱「縱貫公路」，是台北至屏東楓港的傳統幹道，大致以北北東—南南西走向轉縱向再轉北北東—南南西走向經過本地區中部偏西地帶，並位於鐵路西側不遠處，向北可前往新豐、老湖口、楊梅等地，向南可前往新竹、香山、頭份等地。
縣道120號（光明六路、光明六路東一段）是竹北下斗崙至尖石八五大橋的道路，也是頭前溪北岸主要的連絡道路，其西側端點位於本地區西部下斗崙省道台1線路口。由此向東南可前往六家、芎林、橫山（九讚頭）、內灣、尖石等地。

## 聚落
本地區發展較早的聚落有頂斗崙、泉州厝、中斗崙、下斗崙等。近年來本地區已逐漸發展成為竹北市區的一部分，上述聚落均已連成一片。

## 學校
- 博愛國中
- 博愛國小
- 光明國小
- 興隆國小（西北半部）

## 運動休閒
- 新竹縣立體育場（西南端外圍綠地部分）